# 1328년

## 연호
- 원(元) 태정(泰定) 5년 / 치화(致和) 원년 / 천순(天順) 원년 / 천력(天曆) 원년
- 일본(日本) 가랴쿠(嘉暦) 3년
- 쩐 왕조(陳朝) 카이타이(開泰) 5년

## 기년
- 원(元) 태정제(泰定帝) 5년 / 천순제(天順帝) 원년 / 문종(文宗) 원년
- 고려(高麗) 충숙왕(忠肅王) 15년
- 쩐 왕조(陳朝) 명종(明宗) 15년

## 사건
- 5월 1일 - 스코틀랜드 독립 전쟁 결과 체결된 에딘버러-노스햄프턴 조약에서 잉글랜드가 스코틀랜드의 독립을 승인
- 5월 12일 - 신성 로마 제국황제 루트비히 4세 (신성 로마 황제)가 아비뇽 교황 교황 요한 22세와의 갈등 끝에 로마에서 니콜라오 5세를 대립교황으로 선출
- 5월 26일 - 오컴의 윌리엄이 요한 22세의 위협으로 인해 비밀리에 아비뇽을 떠남
- 5월 29일 - 프랑스에서 필리프 6세가 발루아 왕조의 첫 번째 프랑스의 군주로 즉위
- 8월 23일 - 카셀 전투에서 프랑스군이 플랑드르 농민 반군을 격파

## 탄생
- 10월 29일 - 명나라 초대 태조 홍무제. (~1398년)

### 미상
- 고려의 문신 이색(李穡). (~1396년)

## 사망
- 2월 1일 - 프랑스의 국왕 샤를 4세. (1294년~)